# Kasimir Edschmid
Eduard Schmidt, mest känd under pseudonymen Kasimir Edschmid, född 5 oktober 1890 i Darmstadt, död 31 augusti 1966 i schweiziska Vulpera, Engadin, var en tysk författare.

## Biografi
Kasimir Edschmid var en företrädare för den tyska expressionismen. Denna stilriktnings idéer förfäktade han teoretiskt i essäsamlingarna Über den Expressionismus in der Literatur (1918), Die doppelköpfige Nymphe (1920) och Das Bücher-Dekameron. Eine Zehn-Nächte-Tour durch die europäische Gesellshcaft und Literatur (1923). Samtliga innehåller starkt polemiska litteraturkritiska synpunkter. Som diktare försökte Edschmid främst förverkliga sitt krav på livsintensitet och "allkänsla". Hans noveller i samlingarna Die sechs Mündungen (1915), Das rasende Leben och Timur (1916), Die Fürstin (1920) samt Frauen (1922) utmärks av en djärv, utsvävande fantasi och en feberaktig, sällsam stil. Sitt författarskap fortsatte han senare med reseskildringar och romanerna Die Engel mit dem Spleen (1924), Die gespenstigen Abenteuer des Hofrat Brüstlein (1927), Sport und Gagaly (1928) och Lord Byron (1929). 
Han var en mycket produktiv författare och hade utgett närmare 30 titlar, när alla hans verk utom novellsamlingarna Die sechs Mündungen och Timur brändes under bokbålen runt om i Nazityskland 1933.

## Verk utgivna på svenska
- Afrika naket och påklätt, reseskildring (Tidens förlag, 1930)
- Ännu var det sommar, roman (Fritzes bokförlag, 1938)